# Brachymeria hime
Brachymeria hime är en stekelart som beskrevs av Akinobu Habu 1960. Brachymeria hime ingår i släktet Brachymeria och familjen bredlårsteklar. Inga underarter finns listade.